# Тибетская бурозубка
Тибетская бурозубка (лат. Sorex thibetanus) — плохо изученный вид землероек-бурозубок с северной окраины Тибетского нагорья. В 1905 году была описана томским зоологом Н. Ф. Кащенко по сборам Н. М. Пржевальского, как подвид малой бурозубки (Sorex minutus thibetanus ), систематическое положение вызывало споры, что было связано, в частности, и с тем, что типовой экземпляр считался потерянным. В настоящее время рассматривается как самостоятельный вид.

## Описание
Длина тела 51—64 мм, длина хвоста 32—54 мм, длина ступни — 12 — 13 мм...

## Ареал
Голотип (типовой экземпляр) в Зоологическом институте РАН в Ст.-Петербурге. Это экземпляр № С. 6557, череп без шкурки, добыт в Цайдаме в 1874 г. Н. М. Пржевальским, полевой номер коллектора 13. В соответствии с картой ареала, приведенной в монографии (Smith, Xie, 2008) этот вид был обнаружен китайскими зоологами в провинции Цинхай, на крайнем западе провинции Сычуань, и в южных районах Ганьсу.

## Природоохранный статус
Комиссия по выживанию видов МСОП тибетской бурозубке придает статус DD (недостаток данных).